# Yan Liben

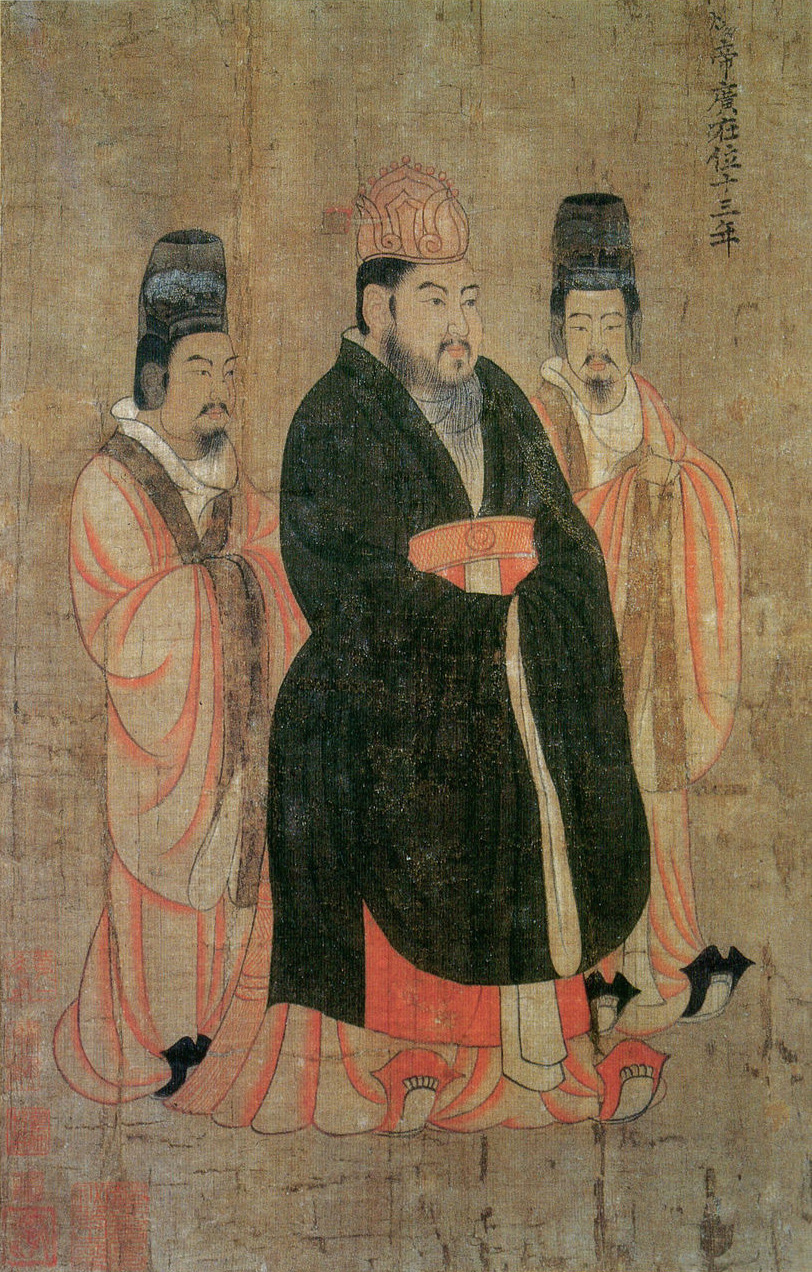
Keizer Yang van Sui door Yan Liben

Yan Liben (ca. 600 - 673), oude Nederlandse schrijfwijze (Wade-Giles) Jen Li-pen, was een Chinees kunstschilder en een hoog ambtenaar aan het keizerlijk hof tijdens de vroege Tang-dynastie.
Met zijn vader (Yan Pi) en zijn broer (Yan Lide) ook schilders, behoorde tot een familie van schilders.
Er zijn een heel deel werken van hem (of alleszins aan hem toegeschreven) bewaard gebleven. Hij beeldde vooral personen af en hield zich niet zoveel bezig met landschappen. Zijn omgang met de hogere kringen kan hier een oorzaak van zijn.

## Bekende Werken

### De Keizerrol
Dit werk is een rol met afbeeldingen van keizers uit het verleden. Bij elk portret staat in een inscriptie weergegeven wie de weergegeven keizer is, maar het is twijfelachtig of deze identificaties correct zijn. Indien ze juist zijn, lijkt er ook niet direct een verband te zijn tussen de verschillende afgebeelde keizers, waarvan de keuze bovendien willekeurig lijkt te zijn.

### Geleerden van de Noordelijke Qi die de klassieke teksten collationeren
Zoals vaak het geval is bij Yan Liben, speelt wat er afgebeeld wordt zich af in de hogere kringen. uit dit werk leren we iets over de materiële realiteit van die tijd.
- Gemeinsame Normdatei: 1112762744
- International Standard Name Identifier: 0000 0000 8319 2810
- Library of Congress Control Number: no97042538
- Bibliotheek van het Japanse parlement: 00388391
- Nationale bibliotheek van Australië: 36678934
- Trove: 1389752
- Union List of Artist Names: 500328374
- Virtual International Authority File: 114765025
- WorldCat: E39PCjHcyp6pFhH3WQyJXGJvH3